# La luna en el espejo
La luna en el espejo es una película chilena de 1990 dirigida por Silvio Caiozzi y escrita por José Donoso y el propio Caiozzi. Está protagonizada por Gloria Münchmeyer, ganadora del premio a la mejor actriz en el Festival Internacional de Cine de Venecia del mismo año. La cinta también compitió en el Festival de Amiens, donde recibió una mención, y en el Festival de La Habana, donde Rafael Benavente ganó el premio al mejor actor.

## Argumento
En el mágico puerto de Valparaíso, un viejo y enfermo marino, don Arnaldo (Rafael Benavente), vive encerrado junto a su obediente y sumiso hijo, el Gordo (Ernesto Beadle, con la voz de Roberto Poblete). Desde su cama, don Arnaldo controla todos los movimientos de la casa a través de los espejos que cuelgan en las paredes de su dormitorio. Pero el Gordo quiere ser libre de una vez. Cuando conoce a Lucrecia (Gloria Münchmeyer), encuentra por fin la fuerza suficiente para salir de su encierro. Pero esta rebeldía pone furioso a don Arnaldo, que hará lo imposible por recuperar el control sobre su hijo.

## Elenco
- Gloria Münchmeyer
- Rafael Benavente
- Ernesto Beadle
- Mónica Echeverría
- María Castiglione
- Roberto Poblete
- Loreto Valenzuela